# Synbranchus madeirae
Synbranchus madeirae is een straalvinnige vissensoort uit de familie van de kieuwspleetalen (Synbranchidae). De wetenschappelijke naam van de soort is voor het eerst geldig gepubliceerd in 1972 door Rosen & Rumney.